# Траян (Сату-Маре)
Траян (рум. Traian) — село у повіті Сату-Маре в Румунії. Входить до складу комуни Доба.
Село розташоване на відстані 453 км на північний захід від Бухареста, 14 км на захід від Сату-Маре, 129 км на північний захід від Клуж-Напоки.

## Населення
За даними перепису населення 2002 року у селі проживали 185 осіб.
Національний склад населення села:
| Національність | Кількість осіб | Відсоток |
| -------------- | -------------- | -------- |
| румуни         | 163            | 88,1%    |
| українці       | 18             | 9,7%     |

Рідною мовою назвали:
| Мова       | Кількість осіб | Відсоток |
| ---------- | -------------- | -------- |
| румунська  | 165            | 89,2%    |
| українська | 17             | 9,2%     |